# 신원철 (1964년)
신원철(申元澈, 1964년 2월 3일 ~ )은 대한민국의 정치인이다. 서울특별시의원을 역임했다.

## 학력
- 서울영동고등학교
- 인천대학교 행정학과 학사
- 연세대학교 행정대학원 공공정책 석사
- 동국대학교 대학원 행정학과 박사과정

## 경력
- 1987년 전대협(전국대학생대표자연합회) 초대 부의장
- 2010년 7월 1일 ~ 2014년 6월 30일: 제8대 서울특별시의회 의원
- 2014년 7월 1일 ~ 2018년 6월 30일: 제9대 서울특별시의회 의원
- 2014년 7월 1일 ~ 2016년 6월 30일: 제9대 서울특별시의회 더불어민주당 대표의원
- 2016년 10월 31일 ~ 2018년 6월 30일: 서울특별시의회 지방분권 TF단장
- 2018년 7월 1일 - 2022년 4월 11일: 제10대 서울특별시의회 의원
- 2018년 7월 1일 ~ 2020년 6월 30일: 제10대 서울특별시의회 전반기 의장
- 2018년 7월 ~ 2019년 8월 : 제16대 전국시도의회의장협의회 전반기 정책위원
- 2019년 8월 ~ 2020년 6월 30일: 제16대 전국시도의회의장협의회 후반기 회장

## 수상
- 2012년 2011 한국매니페스토본부 지방의원 매니페스토 약속대상 우수상
- 2013년 프리드리히 나우만 재단 한국사무소 이달의 모범조례
- 2016년 서울복지신문 서울사회복지대상 대회장상
- 2017년 전국시도의회의장협의회 우수의정 대상

## 역대 선거 결과
|  | 36.8% |

|  | 35.81% |

|  | 53.4% |

|  | 55.56% |

|  | 67.2% |